# Кхандава
Кхандава (санскр. खाण्डव वन, IAST: Khāṇḍava vana) — древний лес, упомянутый в древнеиндийском эпосе Махабхарата. Он располагался к западу от реки Ямуна, где ныне находится территория Дели. Кришна и Арджуна сожгли этот лес для того, чтобы построить на его месте город Индрапрастха. До этого его населяли наги. Им пришлось переселиться в другое место. Это стало главной причиной, почему нага Такшака стал враждовать с царями Куру, правящими Индрапрастхой и Хастинапуром.